# Bonlanden (Filderstadt)
Bonlanden (schwäbisch Bõlanda ['bõlandɐ̃]) ist ein Ortsteil der Großen Kreisstadt Filderstadt im Landkreis Esslingen in Baden-Württemberg.

## Geografie
Bonlanden liegt am Rande der Filderebene am Schönbuchrand. Von nördlicher Richtung wird das Dorf vom Bombach durchflossen, welcher am Ausgang des Bombachtals in die Aich mündet und unter anderem das Naturdenkmal „Teufelswiesen“ bildet.
Im Bombachtal, das südlich des Ortes liegt, verläuft eine deutliche Verwerfung von bis zu 80 Metern, die bewaldet ist und den südwestlichen Rand des Fildergrabens darstellt, an dem es ein Einsinken der Unterjurascholle gab. Sie markiert eine klare Grenzlinie zwischen beiden Naturräumen.
Nachbarorte
Im Uhrzeigersinn von Norden beginnend: Bernhausen, Sielmingen, Harthausen, Aich, Neuenhaus, Plattenhardt.

## Geschichte

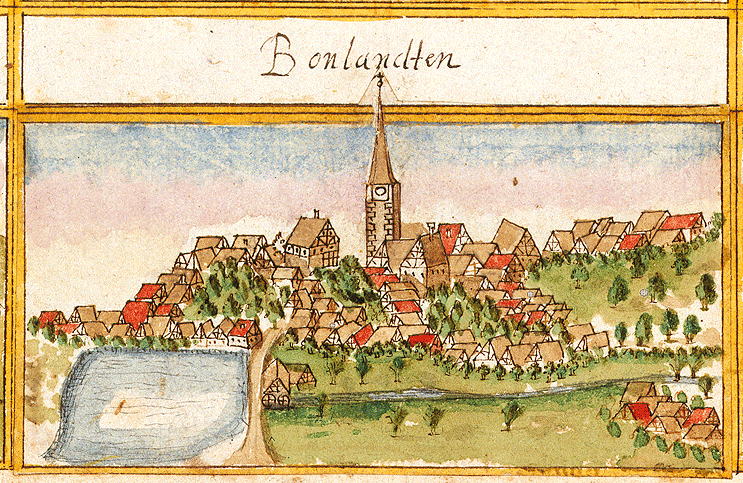
Bonlanden 1683 im Forstlagerbuch von Andreas Kieser

Man schätzt die Entstehung Bonlandens im 8. oder 9. Jahrhundert, somit ist die Gemeinde erst später als die anderen Filderorte gegründet worden. Die Vorsilbe „Bon-“ leitet sich vom althochdeutschen „boum“, „bon“ oder „bom“ ab, was so viel wie „Baum“ heißt. Aus diesem Ortsnamen lässt sich auf eine Rodungsfläche schließen. Noch heute ist diese Vorsilbe in dem durch den Ort fließenden „Bombach“ erhalten geblieben.
Die erste urkundliche Erwähnung erfolgte im Jahr 1269, als der Ritter Wolfelin von Bonlanden dem Kloster Bebenhausen seinen Hof vermachte, der in Leinfelden lag. Das auf einem Siegel überlieferte Wappen dieses Adeligen war ein zweigeteiltes Schild mit einem stehenden Löwen und einem Adlerflügel. 1912 wurde es als Ortswappen von Bonlanden übernommen.
Bonlanden war im 13. Jahrhundert im Besitz der Herren von Stöffeln, da eine Zweiglinie hier ansässig war. Mit Eberhardt von Stöffeln starb diese 1377 aus und das Dorf ging an seine Schwester Guta, die wiederum mit Hermann von Sachsenheim verheiratet war. Auch die Herren von Bernhausen hatten Besitz hier. Anfang des 15. Jahrhunderts erwarb Graf Eberhard von Württemberg den Ort, der damit württembergisch wurde.
Bonlanden gehörte zur Zeit des Herzogtums Württemberg, seit 1806 des Königreichs und seit 1918 des Volksstaates zum Amt bzw. Amtsoberamt Stuttgart. 1820 wurde die Gemarkung um ein großes Waldgebiet des Schönbuchs vergrößert. Bei der Kreisreform während der NS-Zeit in Württemberg gelangte die Gemeinde 1938 zum Landkreis Esslingen. Ab 1945 gehörte sie zur Amerikanischen Besatzungszone und somit zum neu gegründeten Land Württemberg-Baden, das 1952 im jetzigen Bundesland Baden-Württemberg aufging.
Am 1. Januar 1975 wurde die Gemeinde Bonlanden auf den Fildern zusammen mit den Gemeinden Bernhausen, Harthausen, Plattenhardt und Sielmingen zur Gemeinde Filderlinden zusammengeschlossen, deren Name am 25. Juli desselben Jahres in „Filderstadt“ geändert wurde.
Der Ortsneckname ist „Saisoicher“, Seepinkler.

## Siedlungsentwicklung

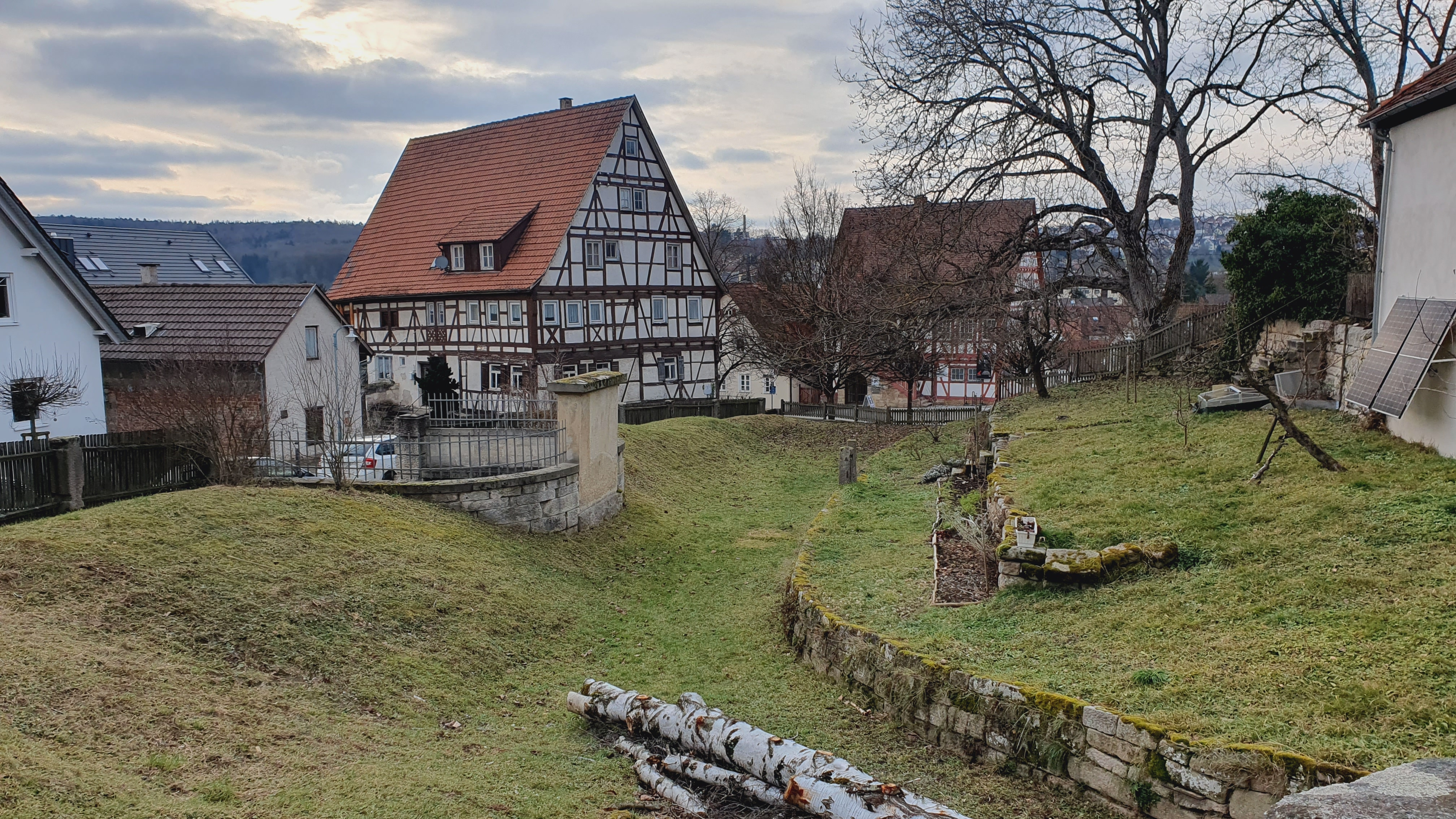
Reste der Wall-Grabenanlage der abgegangenen Burg Bonlanden

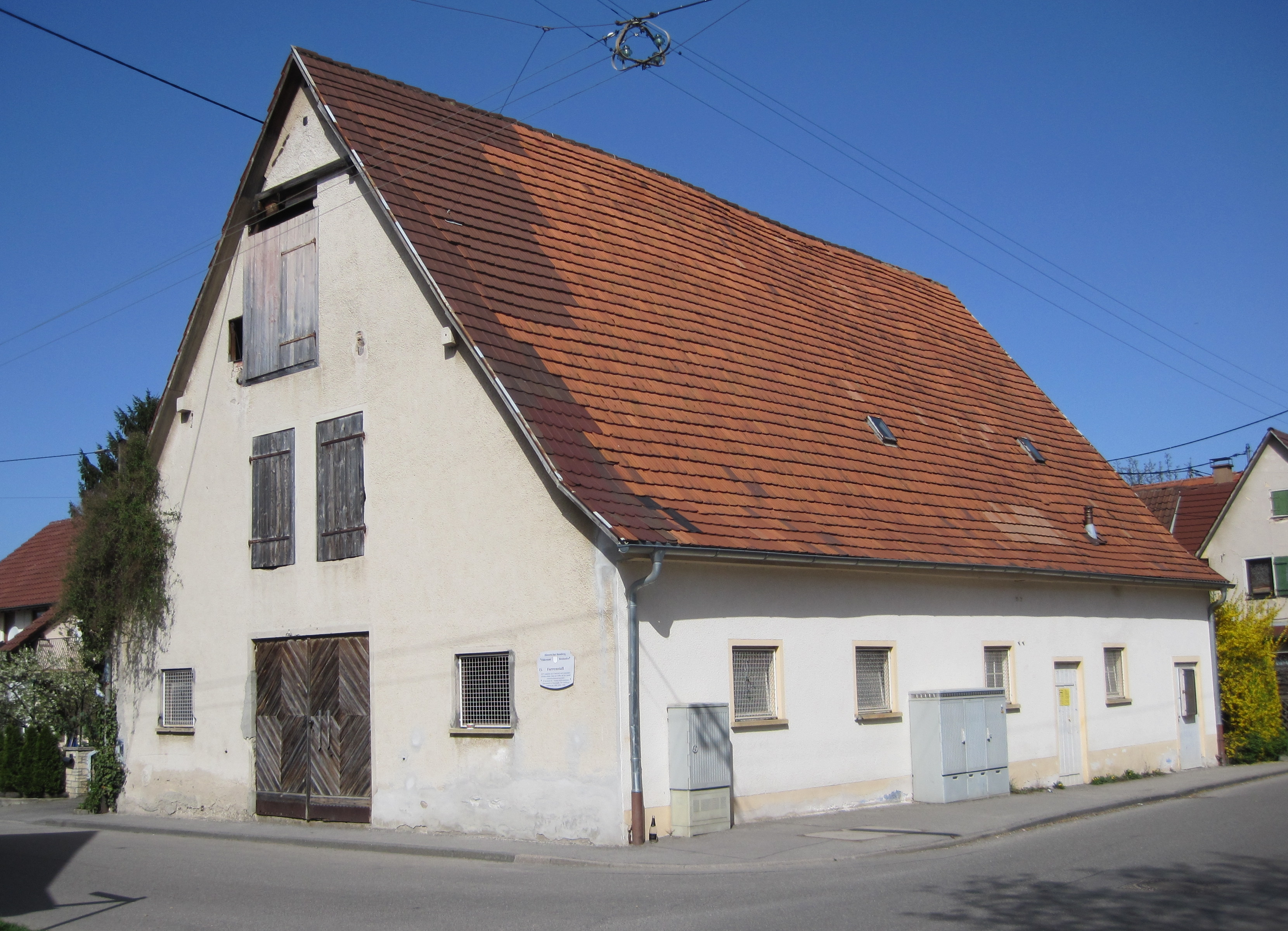
Der alte Farrenstall in Bonlanden

### Historische Siedlungsentwicklung
Die älteste Bebauung in Bonlanden befindet sich rund um die ehemalige Burg. Die Burg befand sich an der Stelle, wo heute das Pfarrhaus steht (Georgstraße 1). Auf dem Bühler Feld, südöstlich der heutigen Bebauung, ist eine Wüstung nachgewiesen (Bühl?). Vermutlich existierte diese Siedlung bereits vor der Bonländer Burg und wurde damals von ihren Bewohnern verlassen. Später bestand Bonlanden aus einem Ober- und einem Unterdorf, die damals einige hundert Meter voneinander entfernt lagen. Während das Oberdorf, das höher am Hang lag, eher reicher war, was auch an den erhaltenen Häusern erkennbar ist, besaß das Unterdorf, das am Bombach lag, zwar eine Mühle, am Abfluss des Bonländer Sees gelegen, doch lebten dort eher ärmere Bauern. Bis zum Zweiten Weltkrieg hatte sich das Dorf entlang der Hauptstraßen vergrößert und damit damals eher den Charakter eines Straßendorfs.

### Moderne Entwicklung
Nach dem Zweiten Weltkrieg nahm Bonlanden viele Heimatvertriebene auf. Die Bonländer Selbsthilfe Siedlergenossenschaft sorgte für den Bau neuer Wohngebäude, vor allem entlang der Roggenstraße. Ende der 1950er Jahre nahm die Bevölkerung Bonlandens explosionsartig zu. Viele Wohngebiete wurden in dieser Zeit ausgewiesen. In den 1960er und 1970er Jahren entstanden zudem viele Aussiedlerhöfe, da die Landwirtschaft von der Ortsmitte in den Außenbereich verlegt wurde. Es entstanden die Sporthallen, das Sportgelände und das Bildungszentrum.
Weitere wichtige Bauwerke dieser Zeit waren die Filderklinik (zwar der Bebauung Bonlandens zugehörig, aber auf Plattenhardter Markung) sowie das Freizeitbad Fildorado sowie der Wohnpark Vogelsang.
Bereits im Jahr 1959 wurde eine „Trabantenstadt“ Bonlanden-Plattenhardt projektiert, die insgesamt über 60 000 Einwohner haben sollte. Man legte bei den damaligen Planungen auf eine gut entwickelte Infrastruktur (Autobahnanschluss) sowie Erholungsgebiete (Schönbuch) wert. Die Pläne wurden zwar nicht weiter verfolgt, aber durch den ehemaligen Bürgermeister Fridhardt Pascher in den 1970er Jahren wieder aufgegriffen. Aufgrund der nahen Lage zueinander wurde der bauliche Zusammenschluss der beiden Dörfer weiter vorangetrieben. Plattenhardt richtete sein Gewerbegebiet in Bonländer Richtung aus, während Bonlanden im Reutewiesental zwischen den Orten ein großzügiges Schul- und Sportzentrum (Seefällehalle, Fildorado, Uhlbergschule) errichtete.
Auch auf politischer Ebene sollte ein Zusammenschluss erfolgen, wonach die beiden Orte zu einer Stadt vereinigt werden sollten. Diese Pläne wurden aber verworfen, als man sich 1975 mit Bernhausen, Sielmingen und Harthausen zu Filderstadt vereinigte.
Auch die energischen Bauprojekte wurden teilweise aufgegeben, da das allgemeine Umweltbewusstsein wuchs.

### Neuere Bauprojekte
Die größten Neubaugebiete der letzten Jahrzehnte liegen in den Kreuzäckern und im Norden Bonlandens, wo seit der Jahrhundertwende eine moderne Siedlung mit bis zu 6-stöckigen Gebäuden entstanden ist. Besonderer Wert gelegt wurde bei der Planung auf die Gestaltung eines familienfreundlichen und grünen Stadtteils.
Weitere wichtige Bautätigkeiten waren 2006 der Umbau des Fildorado zu einem innovativen Bad, welches nun seine Kapazität von 300.000 auf 600.000 Besucher jährlich verdoppelt hat, sowie eine behutsame Aufwertung des Ortskerns durch Sanierung.

## Einrichtungen

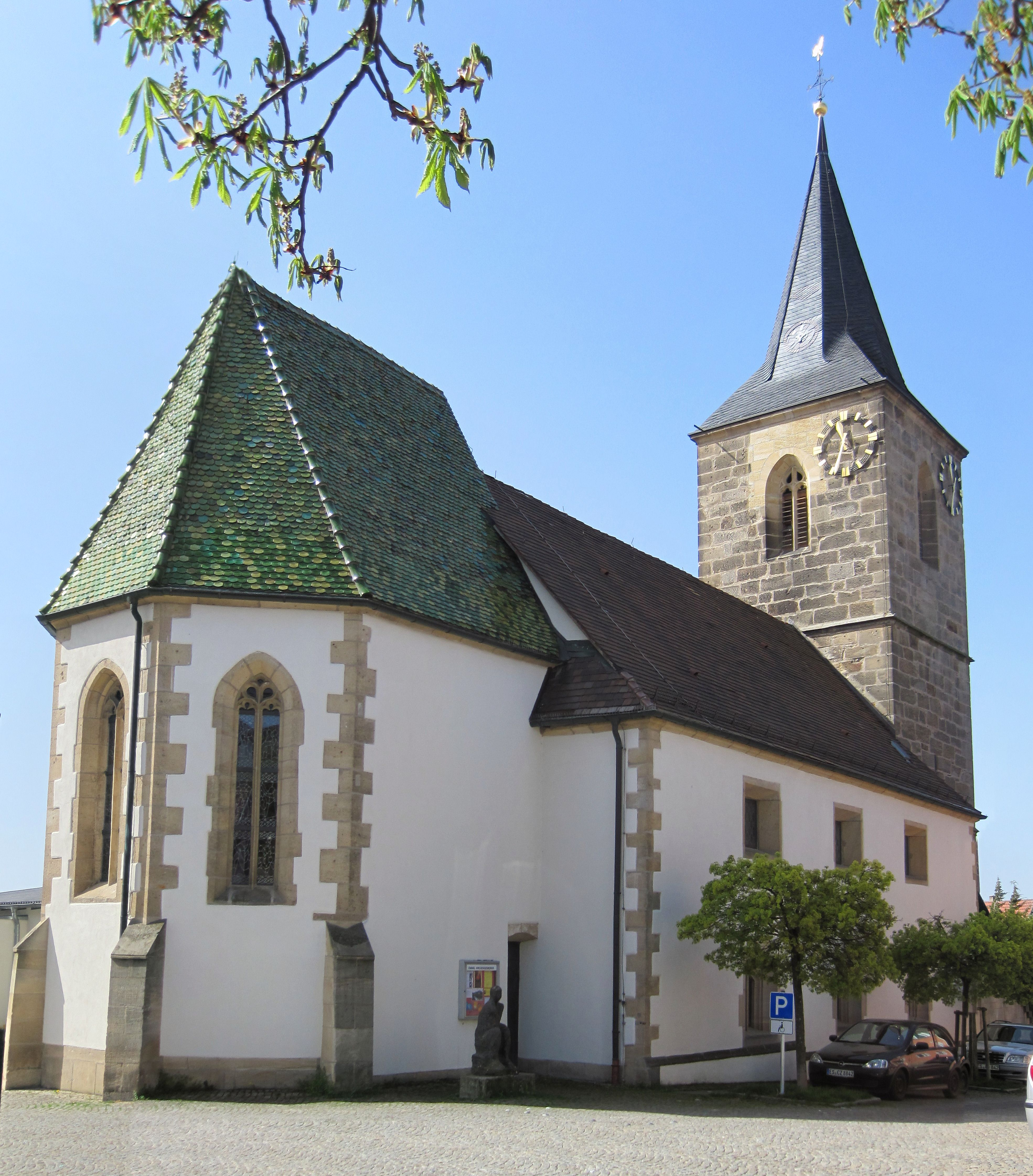
Die Georgskirche in Bonlanden

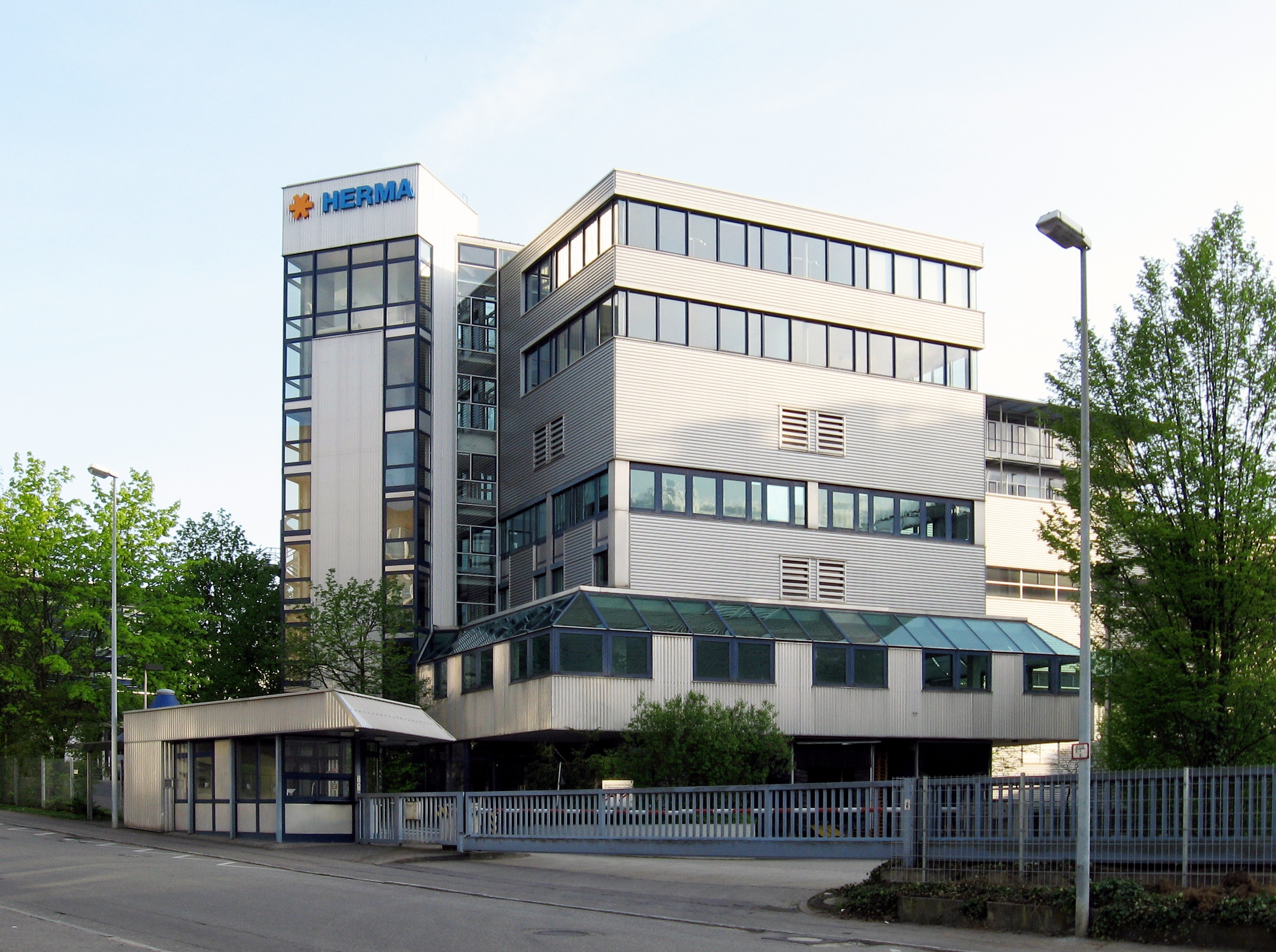
Sitz des Unternehmens Herma in Bonlanden

### Kirchen
Die älteste Kirche in Bonlanden ist die spätgotische Georgskirche. Neben dieser evangelischen Kirche besitzt der Ort die 1956 erbaute, katholische Liebfrauenkirche.
Außerdem ist die evangelisch-methodistische Kirche, die christliche Allianzgemeinschaft sowie die neuapostolische Kirche in Bonlanden präsent.

### Schulen
Das älteste Schulhaus in Bonlanden ist das heutige Bürgeramt (Oberdorfstraße 10), erbaut 1771. Ein weiteres, kleineres Schulgebäude (Oberdorfstraße 26, erbaut um 1815) wurde 1999 durch Abriss entfernt.
Aus Platzgründen wurde 1907 die Schillerschule erbaut, die 1950 durch einen Anbau vergrößert wurde und heute immer noch als Grundschule in Benutzung ist. In den 1960er Jahren wurde im Seefälle die Uhlbergschule als Grund- und Hauptschule erbaut, das später zum Bildungszentrum Seefälle erweitert wurde (heute Grund-, Werkreal- und Realschule).
Auf dem Gelände der Gutenhalde befindet sich die Waldorfschule.

## Wirtschaft
Gebäude, die auf eine intensive Agrarwirtschaft und damit bäuerlichen Wohlstand hinwiesen, sind in Bonlanden kaum zu finden. Die Landwirtschaft hatte aufgrund der Lage andere Schwerpunkte als auf der restlichen Filderebene. Die Böden um den Ort waren von jeher weniger ertragreich, weil hier die fruchtbaren Lößböden der Filder enden und der Schönbuch beginnt. Außerdem gab es viel Land in Hanglage. Deshalb hatte die Viehwirtschaft hier einen größeren Stellenwert. Der nahe Waldausläufer des Schönbuchs stellte dagegen einen Vorteil dar. Das Potential war aber im 18. Jahrhundert durch intensive Bewirtschaftung (Schweinemast) bald erschöpft. Aufgrund der kargen Landwirtschaft hatte das Handwerk seit jeher eine hohe Bedeutung. Regional bekannt ist der Besen- und Bürstenhandel in Bonlanden. Bis zum Jahr 1976 gab es in Bonlanden noch Bürsten- bzw. Besenmacher. In den 1960er Jahren wurde Bonlanden durch die Ansiedlung zahlreicher Unternehmen zum Industriestandort.
Die Zahl der landwirtschaftlichen Betriebe hat seit dem Zweiten Weltkrieg stark abgenommen. Fast alle Höfe im Ortskern gaben die Landwirtschaft auf, ab den 1960er Jahren erfolgte die Aussiedlung einiger Betriebe südlich des Ortes, die sich besonders auf Viehzucht spezialisiert hatten. Grund für diese Entwicklung war besonders der Strukturwandel in der Landwirtschaft und der Verlust von Ackerflächen und Wiesen durch Überbauung.
Heute konzentriert sich die Landwirtschaft auf einige Aussiedlerhöfe. Dort wird besonders Pferdezucht und Gemüsebau betrieben. Im Ort sind nur einige wenige Nebenerwerbs- und Kleinstbetriebe sowie Gartenbau zur Selbstversorgung verblieben.
Die Erschließung des Gewerbegebiets „Affelter“ hat einigen Unternehmen die Ansiedlung ermöglicht, wie dem Hersteller von Selbstklebetechniken, Herma sowie Octanorm, Modine und SMK, zuletzt dem Bekleider Hugo Boss.

## Sehenswürdigkeiten

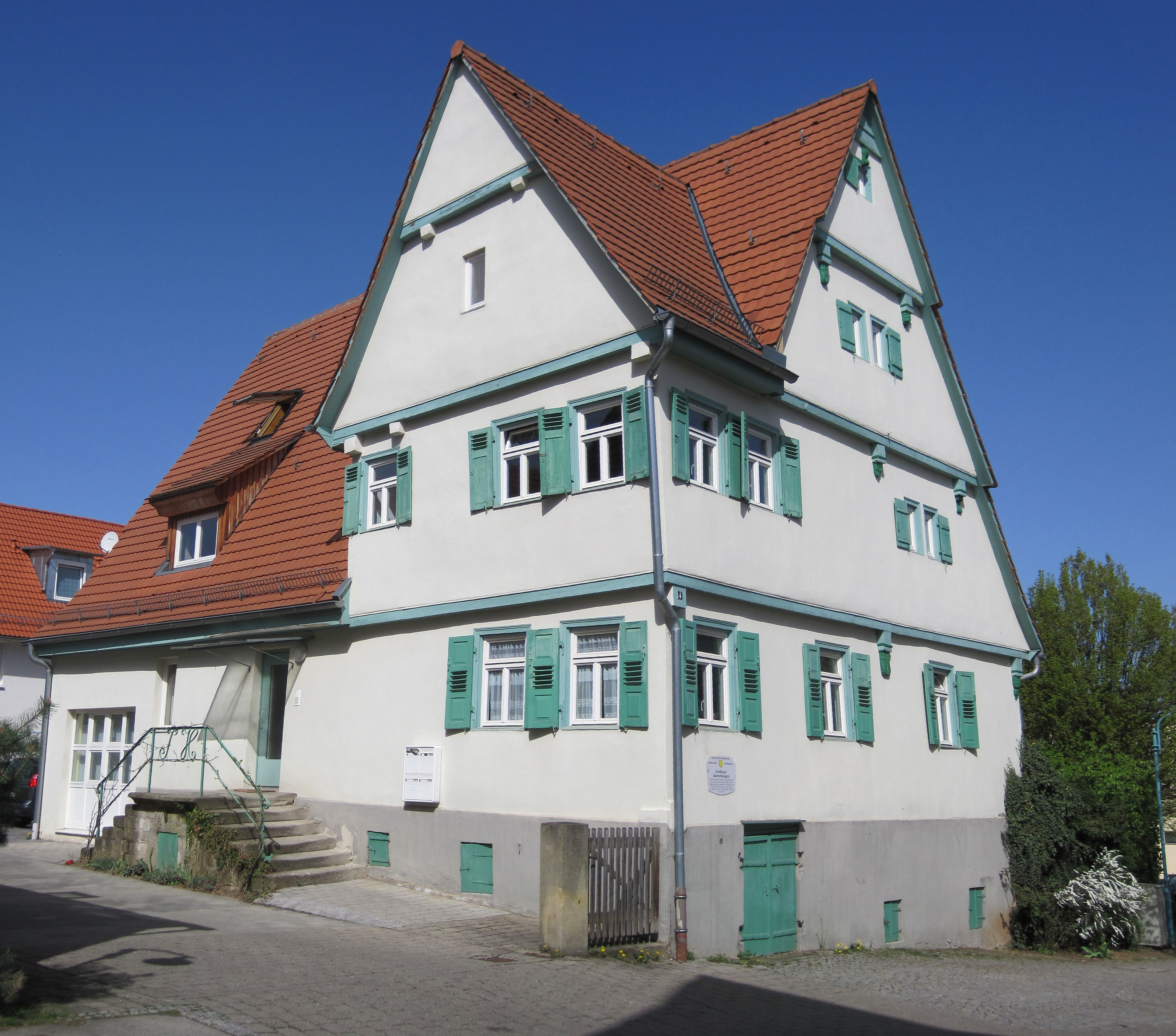
Altes Haus in Bonlanden (mit Neidköpfen)

In Bonlanden existiert ein für Filderstadt sehr hoher Anteil an historischer Bausubstanz. Viele Gebäudeensembles wie Höfe, Gasthäuser oder Fachwerkhäuser haben sich erhalten. Viele tragen den Denkmalschutz und sind im „Historischen Rundweg Filderstadt“ aufgeführt.
Rund um die spätgotische Georgskirche sind alte Gebäude wie der Schafhof aus dem 16. Jahrhundert, der Teil des herrschaftlichen Maierhofs war, das alte Rathaus, in dem heute das FilderStadtmuseum untergebracht ist oder das evangelische Pfarrhaus mit Wall- und Grabenanlage zu finden.
1940 wurde südlich des Ortes auf einem 17 Hektar großen Areal ein Anwesen im Stil norddeutscher Gutshöfe von dem Unternehmer Willy Bürkle errichtet.
Weitere bedeutsame Gebäude sind:
- Alte Schule
- Wettanlage
- Gemeindebackhaus
- Kronenstraße (Höfe und Fachwerke unter Putz)
- Gasthof Rössle (ab 2012 Renovierung)
- Zehntscheuer

## Gasthäuser
Wie in vielen anderen Dörfern waren auch die Gasthäuser in Bonlanden ein wichtiger Treffpunkt des öffentlichen Lebens. Hier gab es z. B. auch die ersten Grammophone oder Radioapparate. Feste, Hochzeiten aber auch politische Versammlungen wurden hier vor allem vor der Errichtung der großen Turn- und Versammlungshallen abgehalten.
Hirsch
Das Gasthaus zum Hirsch (Bonländer Hauptstraße 23) erhielt 1832 die Genehmigung als Schildwirtschaft. Die Wirte bis zur Schließung 1960 waren:
- Joseph Keuerleber
- Adam Adam (ab 1857)
- Balthes Stoll (ab 1867)
- Gottlob Thumm (ab 1891)
- Gebhardt Thumm (ab 1908)
- Otto Thumm (ab 1940)

Der „Hirsch“ wird seither als Metzgerei weiterbetrieben.
Krone

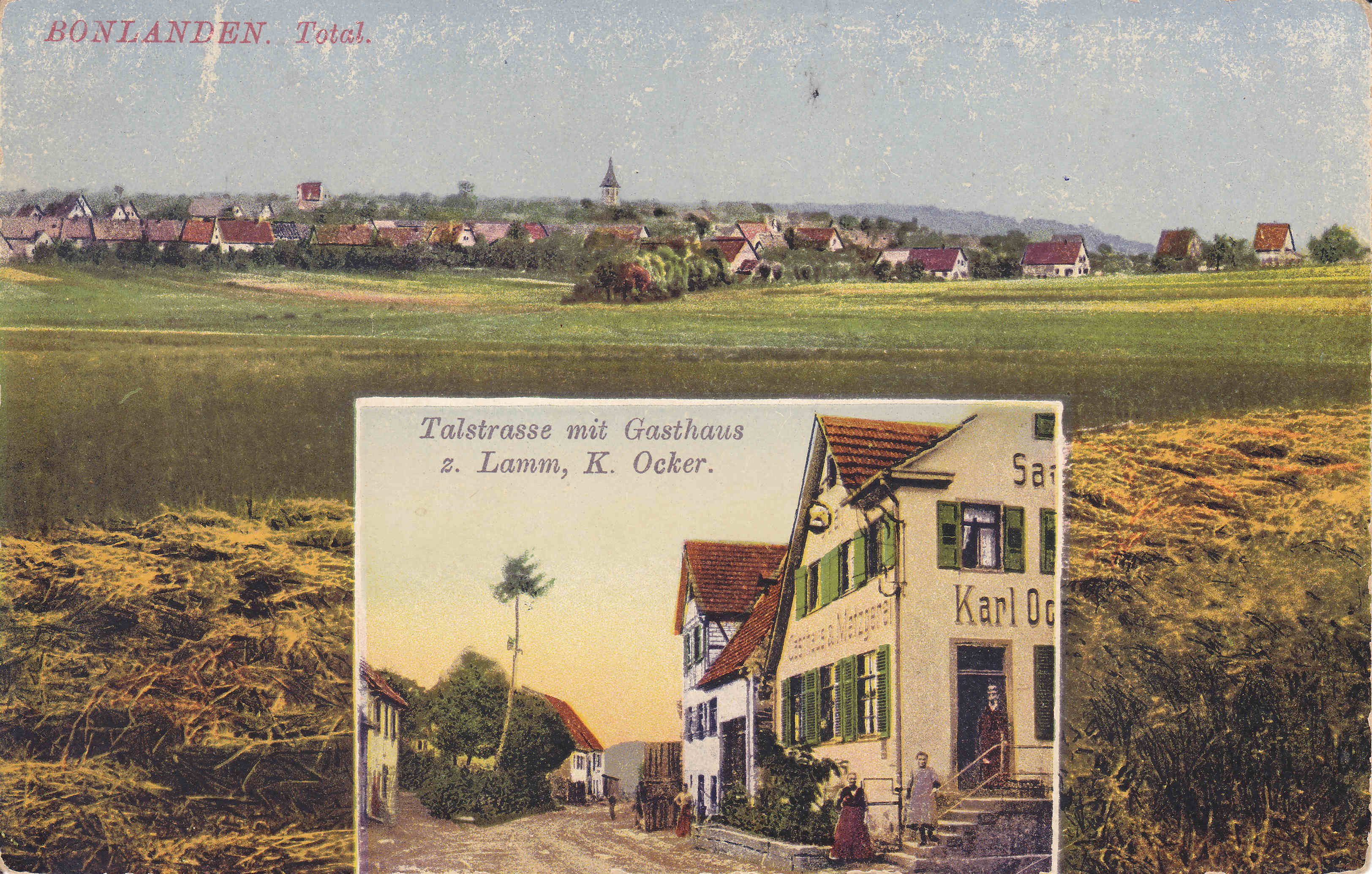
Postkartenansicht von Bonlanden mit Gasthaus „Lamm“

Das Gasthaus „Krone“ wurde bis in die 1950er Jahre als Wirtschaft, bis in die 1980er Jahre als Metzgerei genutzt. Regionale Besonderheit hat das Gebäude dadurch erreicht, dass in einer seiner Dachwohnungen 1912 der Sänger Alfons Fügel geboren wurde.
Heute erfolgt eine Nutzung als Second-Hand-Laden.
Lamm
Das „Lamm“ (Unterdorfstraße 24) wechselte mehrmals seinen Besitzer. 1905 baute der Viehhändler Karl Ocker einen großen Veranstaltungssaal an. Auch Georg Butz (Lammwirt 1914–1929) baute zum selben Zweck einen großen Saalbau an. Bis zum Jahr 1968 wurde das „Lamm“ als Gastwirtschaft geführt, 1978 wurde dann auch die Metzgerei aufgegeben.
Linde
Das Gasthaus zur Linde (Bonländer Hauptstraße 2) wurde nach der damals vorhandenen Friedenslinde in der Marktstraße benannt.
Während die Gaststätte im Obergeschoss Platz fand, war im Untergeschoss der „Konsum“, eine Spezereihandlung, untergebracht. Das Gebäude wurde 1969 abgebrochen, an seiner Stelle wurde ein fünfstöckiges Wohn- und Geschäftshaus errichtet.
Ochsen

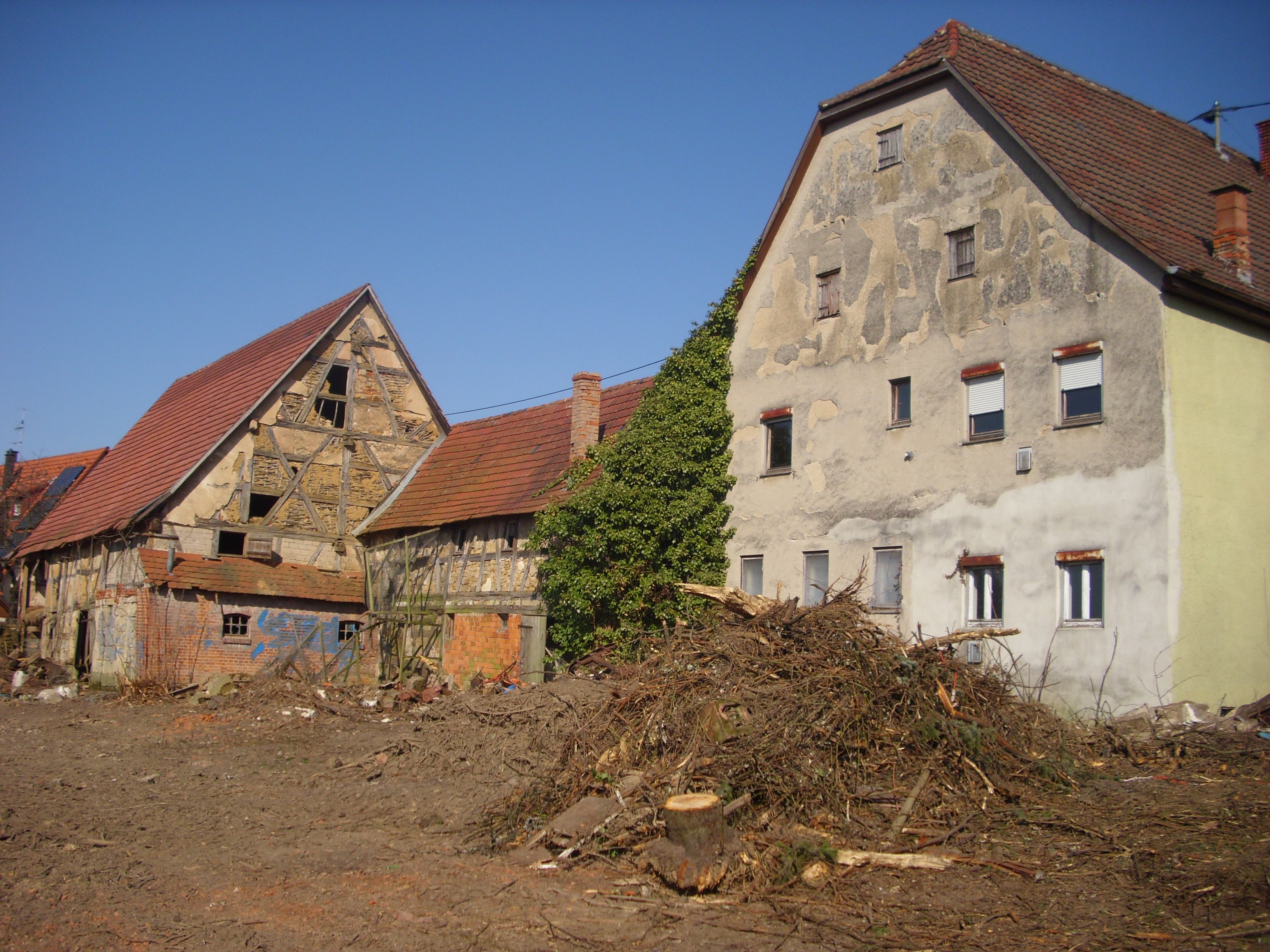
Gasthof Rössle vor dem Umbau 2012

Der „Ochsen“ (Bonländer Hauptstraße 31) wurde als Wirtschaft, Spezerei- und Flaschenbierhandlung geführt. Der Sängerkranz Bonlanden erbaute sein Sängerheim im Garten des Gasthauses (2010 abgebrochen). Seit 2010 hat in den Räumlichkeiten die Nudelfabrik der Karl-Schubert-Werkstätten Platz gefunden.
Rössle
Der Gasthof Rössle ist nach einer Inschrift im Türsturz 1819 erbaut worden. Die unter anderem von den Familien Handte, Weinmann und Ramsaier betriebene Bauernwirtschaft bestand bis ins Jahr 2000. Seither verfiel das Anwesen, bis 2012 die Pläne zur Renovierung des Areals aufgenommen wurden.
Gaststätten heute
Von den ursprünglichen Gasthäusern des Dorfes ist keines in seinem Betrieb erhalten geblieben. Dennoch gibt es in Bonlanden eine Anzahl neuerer Gaststätten wie z. B. das Hasenheim oder das Radsportheim. Außerdem gibt es einige italienische, türkische und taiwanische Restaurants.

## Vereinsleben
- Der Fußballclub SV Bonlanden spielt in der Landesliga Württemberg Staffel 2 und ist Nachfolgeverein des in der NS-Zeit aufgelösten Pfeil Bonlanden. 1960 wurde das Stadion an der Humboldtstraße eingeweiht, das bis heute Spielstätte ist.[14]
- Der 1913 gegründete RV Edelweiß Bonlanden ist heute vor allem im Radball und Kunstradfahren präsent.[15] 1956 wurde die Radsporthalle an der Ringstraße eingeweiht.
- Der 1867 gegründete Sängerkranz Bonlanden ist der älteste Verein in ganz Filderstadt.[16]
- Der Musikverein „Harmonie“ Bonlanden ist Gestalter im kulturellen Leben von Bonlanden, z. B. beim Aufstellen des Maibaums. Die Proben finden im Alfons-Fügel-Saal im Bildungszentrum Seefälle statt.[17]
- Die Freiwillige Feuerwehr Filderstadt hat auch eine Abteilung in Bonlanden, die 2012 ihr 175-jähriges Jubiläum feierte.[18]
- Der Kleintierzüchterverein Bonlanden hat seit 1902 seinen Sitz im Hasenheim Bonlanden.[19]
- Der CVJM Bonlanden, seit 1900 als „Jünglings und Männerverein“ gegründet, ist bis heute in der Kinder-, Jugend- und Erwachsenenarbeit präsent.[20]
- Die Ortsgruppe Bonlanden des Schwäbischen Albvereins wurde im Jahr 2000 mit der Eichendorff-Plakette ausgezeichnet.[21]

## Feste
- Jährlich findet im Juli das „Bonländer Saifescht“ in der Ortsmitte von Bonlanden statt.[22]
- Die „Bonländer Metzelsupp“ sorgt jährlich für Unterhaltung und eine Hocketse in Bonlanden.[23]

## Personen
- Martin Kießig (1907–1994), Pädagoge, Germanist, Autor, Publizist
- Alfons Fügel (1912–1960), Opernsänger
- Werner Weinmann (1932–2002), Maler, Ortschronist
- Werner Weinmann (1935–1997), Politiker (SPD), Landtagsabgeordneter, Staatssekretär
- Walter Hartmann (* 1943), Biologe, Zwetschgenzüchter
- Veronika Stoertzenbach (* 1958), Dirigentin und Universitätsmusikdirektorin
- Maximilian Neuhäußer (* 1981), deutsch-italienischer Schauspieler
- Marvin Plattenhardt (* 1992), ehemaliger Fußballspieler